# سعدون عنتر الجنابي
سعدون عنتر نصيف الجنابي (توفي في 20 أكتوبر 2005) كان محامي دفاع عراقي خلال محاكمة صدام حسين، وكان واحداً من محاميين يمثلان عواد البندر. وكان رئيس فريق الدفاع في المحاكمة.
اختُطِف من قبل عشرة مسلحين ملثمين يرتدون زي الشرطة العراقية، بعد يوم واحد من بدء المحاكمة. وعثرت قوات الأمن العراقية على جثته في وقت متأخر مساء الخميس 20 أكتوبر، وراء مسجد الفردوس في حي أور، شمال شرق بغداد.